# Cingúlid

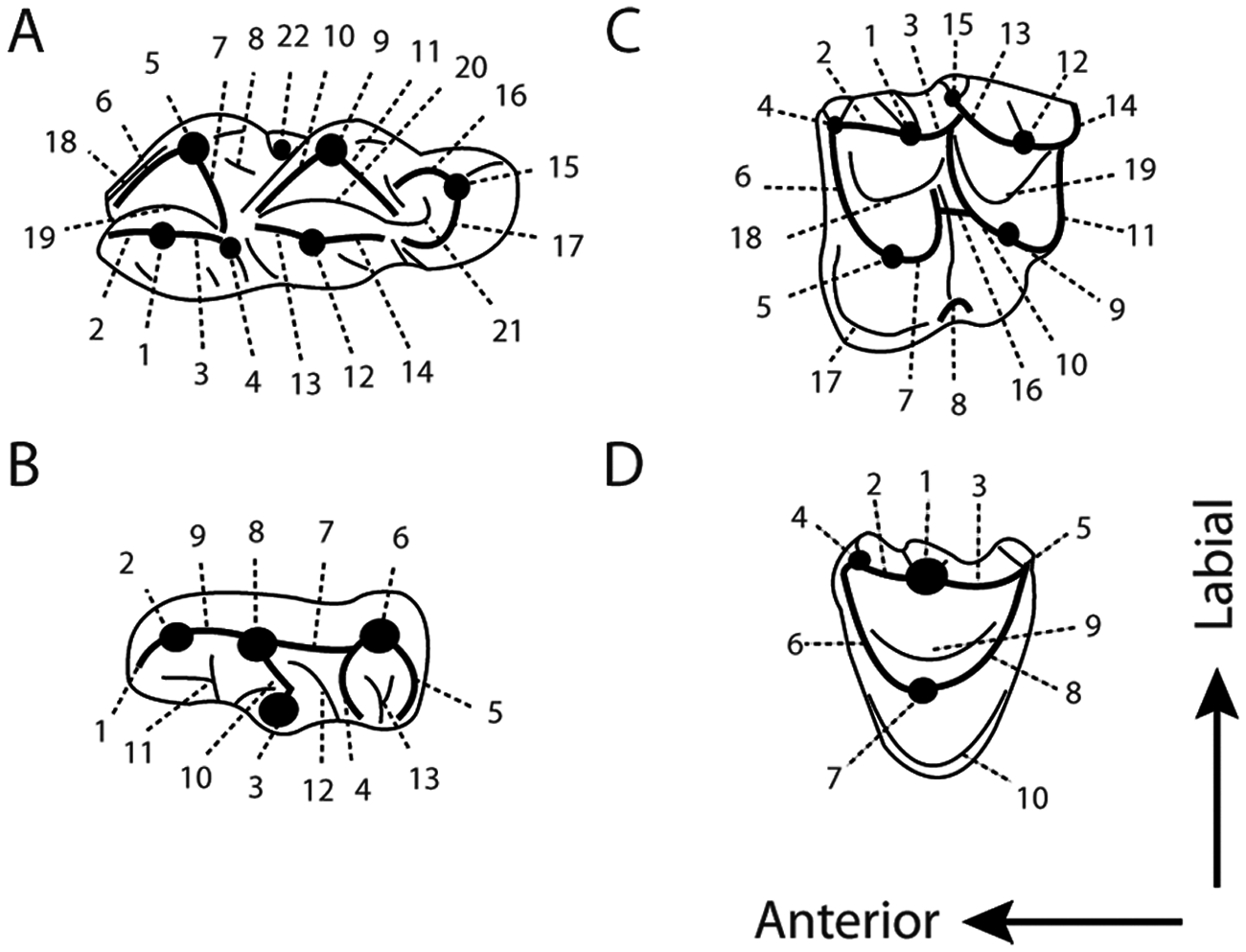
Cingúlid (núm. 18) en una il·lustració d'una dent molar d'un remugant

Un cingúlid és una cresta que envolta la base de la corona d'una dent molar inferior. El seu homòleg en les molars superiors és el cíngol. La presència o absència d'un cingúlid sovint és un caràcter diagnòstic en restes de mamífers. No totes les espècies de mamífers tenen cingúlids i, fins i tot entre les que sí que en presenten, no sempre es troben en totes les dents molars.
Un precingúlid és una cresta més petita que condueix a un cingúlid.